# Johann Anton Gumpp
Johann Anton Gumpp (* 27. April 1654 in Innsbruck, Tirol; † 28. März 1719 in München, Kurfürstentum Bayern) war ein Hof- und Dekorationsmaler des Barock, der 1678 in München eingebürgert wurde.

## Leben und Werk

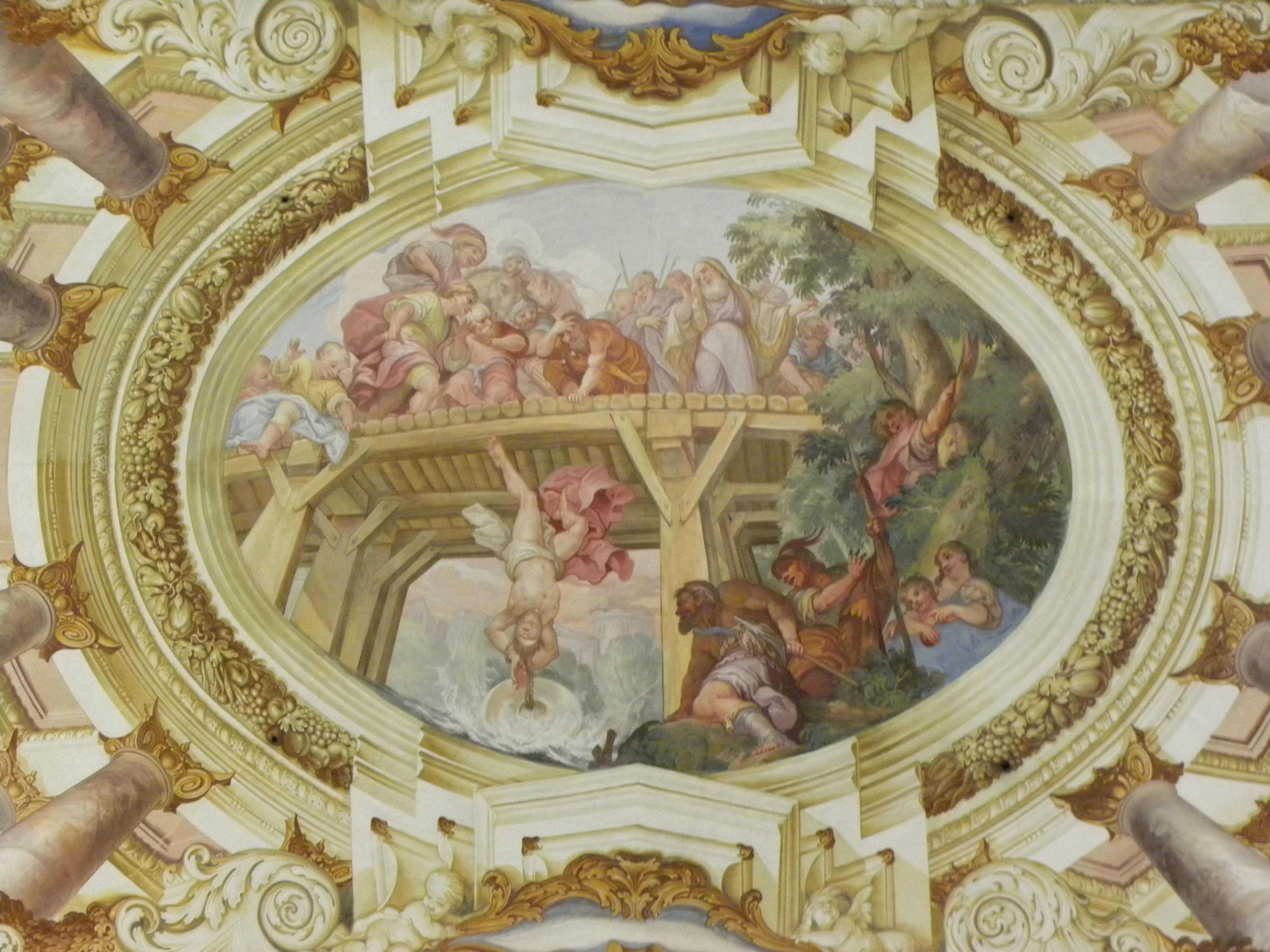
Deckenfresko im Stift Sankt Florian

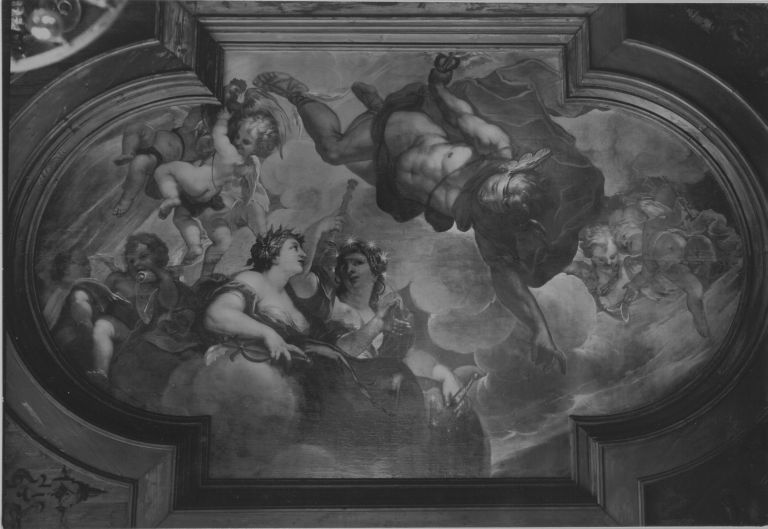
Merkur aus einer Planetenfolge (Bayerische Staatsgemäldesammlungen)

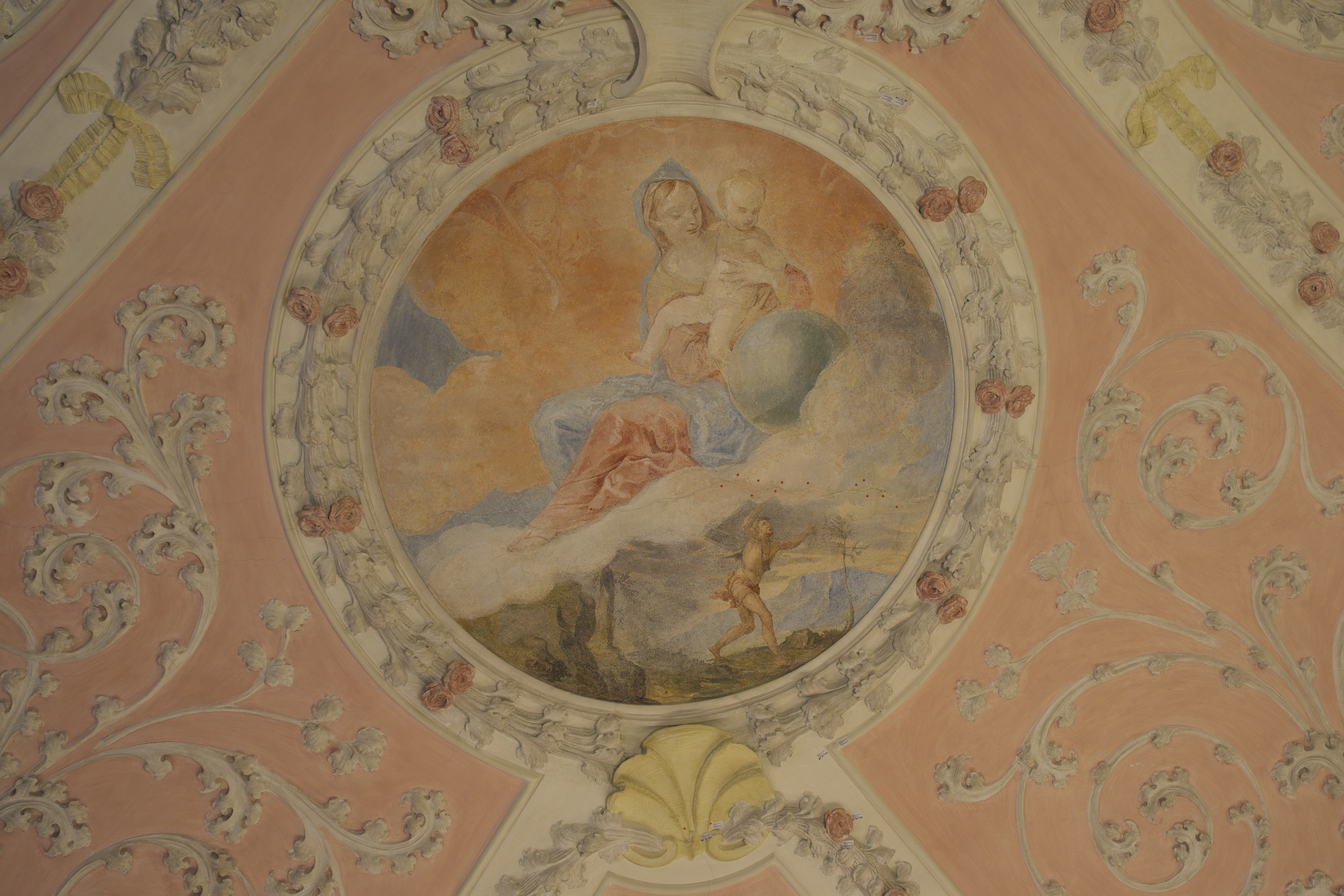
Fresko aus der Sakristei der ehemaligen Karmelitenkirche in München

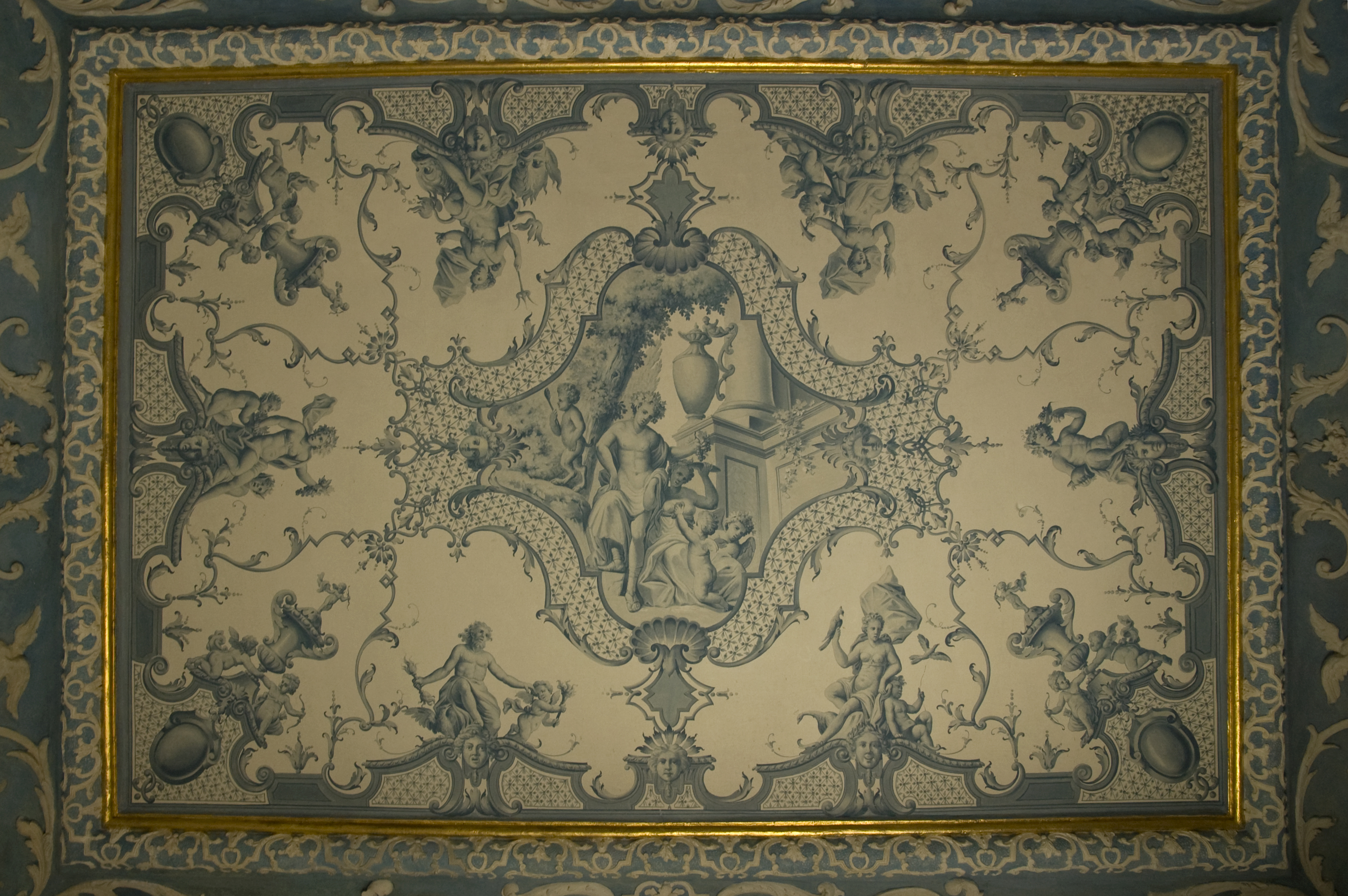
Deckenfresko im Eingangsbereich der Pagodenburg im Schlosspark Nymphenburg (München)

Gumpp entstammte einer weit verzweigten, seit dem 16. Jahrhundert zunächst in Tirol nachweisbaren Künstlerfamilie. Er war einer der vier Söhne des Hoftischlers und Architekten Christoph Gumpp d. J. (1600–1672). In Innsbruck war Gumpp Schüler von Egid Schor, seines Schwagers, der 1685 zur Ausstattung der Hochzeit des bayerischen Kurfürsten Max Emanuel mit der österreichischen Kaisertochter Maria Antonia von Österreich nach München gekommen war. In München wurde er zum fürstlichen Hof-  und Kammermaler ernannt. Fresken von ihm finden sich unter anderem im Stift Sankt Florian, in der Münchner Residenz, im Münchner Bürgersaal und im Schloss Dachau. Gumpp entwarf 1685 für die Hochzeit Max Emanuels eine Triumphpforte. Im Schloss Lustheim, dem östlichsten der Schlösser der Schlossanlage Schleißheim nördlich von München, schuf er vier Deckenfresken, darunter das Fresko im Saal II, das die Göttin Diana beim Fang des armenischen Tigers zeigt, im Saal III (Bestrafung des Ampelos) und im Saal V (Diana fährt in ihrem Wagen davon), für die er am 28. August 1687 bezahlt wurde. Auch die dortigen Rahmenarchitekturen werden ihm zugeschrieben. Weiter stammt das Deckenfresko (Glorie des hl. Renatus) in der südlich von Schloss Lustheim gelegenen Renatuskapelle von ihm.
Weitere Werke:
- Deckenfresken im Stift Sankt Florian, Oberösterreich, die Pracht der für Österreich bahnbrechenden Fresken (Reclams Kunstführer Österreich I).
- Deckenfresko in der Herrensakristei des Stifts Sankt Florian.
- Merkur und Mars (aus einer Planetenfolge), wieder im rekonstruierten Vierschäftesaal der Münchner Residenz.
- Im Schloss Nymphenburg in München Puttenbilder im nördlichen Vorzimmer (1701/1702) und Deckenbilder im Audienzzimmer, 1682. Verloren sind Fresken im Steinernen Saal des Schlosses Nymphenburg.
- Zu seinen letzten Arbeiten gehören Deckenmalereien in der Pagodenburg im Park des Schlosses Nymphenburg, die in den Jahren 1718 und 1719 entstanden waren,[2] beispielsweise im Blauen Gartensaal in einer Nische.[3]
- In der Münchner Bürgersaalkirche Fresken an den Wandfeldern der südlichen Joche (Immaculata, Geburt Mariens, Tempelgang, Mariä Heimsuchung, Darstellung im Tempel, Schmerzensmutter), alle stark überarbeitet.
- Im Jahr 1981 freigelegte Fresken in der Sakristei (jetzt Lesesaal) der ehemaligen Karmelitenkirche in München (um 1715/1719), die marianische Embleme und die Hilfe durch das Skapulier in den von den vier Elementen ausgehenden Gefahren zeigen (Dehio München/Oberbayern).
- Im Schloss Dachau das Deckenbild im Treppenhaus (1716), davon aber nur die zwei saalseitigen Eckgrisaillen erhalten.
- Ein Marienbild in der ehemaligen Stiftskirche in Rottenbuch (jetzt im nördlichen Querhaus).
- Maria Altenburg in Moosach (Landkreis Ebersberg): Hauptfresken (zugeschrieben).